# Nicolás Kont
Nicolás Kont de Orahovica (en croata: Nikola Kont Orahovički, en húngaro: raholcai Kont Miklós; fallecido antes del 16 de abril de 1367) fue un noble croata-húngaro, muy poderoso e influyente en la corte real del rey Luis I de Hungría, que sirvió como voivoda de Transilvania y nádor de Hungría. Fue el antepasado y fundador de la familia noble Iločki (en húngaro: Újlaki család).